# Sobota (województwo wielkopolskie)
Sobota – wieś w Polsce położona w województwie wielkopolskim, w powiecie poznańskim, w gminie Rokietnica.
W latach 1975–1998 miejscowość położona była w województwie poznańskim.

## Kościół i cmentarz
We wsi znajduje się zabytkowy kościół Narodzenia NMP z lat 1510-1517.
Na cmentarzu (na północ od wsi) pochowano m.in.:
- Czesława Borysiaka (ur. 1888) – powstańca wielkopolskiego i warszawskiego,
- Stefana Borysiaka - powstańca wielkopolskiego i warszawskiego,
- Jana Fignę (1886-1940) - burmistrza Bnina, Jarocina i Pszczyny, zamordowanego w KL Dachau,
- Marię Panek (zm. 1944) - ofiarę KL Auschwitz,
- Bolesława Zająca (17.10.1903-30.3.1992) - podoficera 17. Pułku Ułanów Wielkopolskich z Leszna, uczestnika kampanii wrześniowej, żołnierza AK, obrońcę Warszawy i powstańca warszawskiego[3].

## Gospodarka
Funkcjonuje tu główna siedziba firmy Poz Bruk, jednego z europejskich liderów w produkcji kostki brukowej.

## Przyroda
Od północy przylegają tereny leśne chronione jako Obszar Chronionego Krajobrazu Doliny Samicy Kierskiej, a także obszar Natura 2000 Dolina Samicy.